# Koń trojański (album Borixona)
Koń trojański – studyjny album polskiego rapera Borixona, wydany 24 marca 2017 roku nakładem oficyny NewBadLabel. Za produkcję odpowiedzialny jest PLN.Beatz. 

## Historia
Pierwotnie album miał być udostępniony za darmo w serwisie YouTube, natomiast premiera każdego z dwunastu utworów miała odbywać się pierwszego dnia nowego miesiąca, począwszy od 1 lipca 2015 roku. Po premierze czterech singli Borixon zaniechał projekt, lecz przy okazji preorderu albumu Koktajl 16 marca 2017 roku dołączany był za darmo „Koń trojański” w wersji fizycznej. 24 marca 2017 roku „Koń trojański” trafił do oficjalnej sprzedaży.
Finalnie album liczy jedenaście utworów, w tym jeden skit, dwa remixy z płyty Koktajl oraz dwa instrumentale. Gościnnie udzielili się DJ Noriz, Popek oraz Żabson. Materiał jest promowany teledyskami do utworów „Koń trojański” oraz „Ślady”.

## Lista utworów
1. „Kolejny ostatni numer” (gościnnie: DJ Noriz) (produkcja PLN.Beatz)
2. „Ślady” (produkcja PLN. Beatz)
3. „Allah Trapbar (instrumental)” (produkcja PLN.Beatz)
4. „Thank you broaw (skit)” (produkcja PLN.Beatz)
5. „Alibaba” (gościnnie: Popek) (produkcja PLN.Beatz)
6. „Sashimi (remix)” (gościnnie: DJ Noriz) (produkcja PLN.Beatz)
7. „Dobry człowiek” (gościnnie: Żabson) (produkcja PLN.Beatz)
8. „Full of ice” (produkcja PLN.Beatz)
9. „Trappin (instrumental)” (produkcja PLN.Beatz)
10. „Złe sny (remix)” (produkcja PLN.Beatz)
11. „Koń trojański” (produkcja PLN.Beatz)